# Вікторія Дарвай
Вікторія Дарвай (рум. Victoria Darvai; нар. 7 січня 1926, Біла Церква, нині в Закарпатській області, Україна — пом. 1 вересня 2016, Бухарест) — румунська виконавиця народної музики з Мармарощини.

## Біографія

### Дитинство
Провела дитинство з бабусею та дідусем по батьковій лінії, Штефаном, у Драгомірешті, та з бабусею та дідусем по материнській лінії, Аною, у Велені (Марамуреш).

### Навчання
Перші заняття відвідувала у Драгомірешті (1933-1936). Далі навчалася у школі № 10 у Клужі до 1937 року, а потім у середній школі «Principesa Ileana» в Клужі до 1941 року, куди переїхала зі своєю родиною.
Закінчила навчання в 1942 році в Турді, куди була змушена перевестися до Вищої жіночої школи під час біженства.
У 1944—1946 роках працювала вчителькою у школі в Валя-Стежарулуй.
У 1948 році брала участь у вступному конкурсі до Угорського художнього інституту в Клужі та була зарахована з балом 10+. Почала займатися у секції співу, але через відсутність знання угорської мови почала паралельно відвідувати класи класичного співу в 1949-1950 роках в середній музичній школі Клужа.
У 1952 році вступила до середньої музичної школи № 1 (нині Національний коледж мистецтв «Діну Ліпатті») у Бухаресті, відділ класичного співу, і в тому ж році перейшла до народного співу, де мала Марію Тенасе як майстриню інтерпретації, а потім Елізабету Молдовяну як викладачку. Закінчила навчання в 1956 році.

### Дебют і творча діяльність
Дебютувала в 1948 році в мистецькому ансамблі Загальної конфедерації праці (CGM) у Сигіті, куди була прийнята за конкурсом.
Починаючи з 1953 року, дослідники Інституту фольклору збирають важливу колекцію музичного фольклору Вікторії Дарвай. За їх наполяганням дебютувала на радіо в 1954 році з піснею «Buciumul», користуючись великим успіхом і здобувши заслужену популярність. Марія Тенасе, оцінюючи цінний репертуар Вікторії Дарвай, перейняла деякі з її пісень («Buciumul», «Toderel», «Prin pădure trece-mi-oi», «Horincuța»).
Ще в останньому класі школи (1956) отримала «Почесний диплом» Республіканського фестивалю шкіл і художніх інститутів, будучи єдиною солісткою народної музики, відзначеною цією нагородою. Того ж року, 31 грудня, з'явилася на інавгураційному саундтреку Румунського телебачення з піснею «Buciumul» у супроводі двох музикантів. У 1950-х роках здобула звання лауреатки національних конкурсів «Молоді солісти», організованих у рамках Всесвітніх фестивалів молоді та студентів за мир і дружбу у Варшаві (1955), Москві (1957) та Відні (1959).
У 1956–1958 роках працювала редакторкою музичної редакції Румунської радіомовної корпорації.
У березні 1959 року була однією з видатних виконавців, які заснували художній ансамбль «Maramureșul» у Бая-Маре.
Через Управління мистецьких виступів і гастролей (OSTA) у 1982–1988 роках брала участь у виставах на узбережжі та в Бухаресті.
З різними групами та оркестрами (ансамбль «Maramureșul» з Бая-Маре, оркестр «Barbu Lăutaru» філармонії «George Enescu», фольклорними колективами «Ciprian Porumbescu» з Сучави, «Doina Moldovei» з Ясс та ін.) брала участь у численних мистецьких турах по країні, співаючи разом з Марією Тенасе, Марією Летерецу, Йоном Луйканом, Емілом Гавришем, Александру Грозуцею та іншими. За кордоном співала в СРСР, Польщі, Угорщині, Югославії, Болгарії, Албанії. Протягом своєї кар'єри співпрацювала з диригентами Йонелом Бану, Йонелом Будіштяну, Віктором Предеску, Ніку Стенеску, Джордже Ванку, Раду Войнеску та композиторами Константіном Арвінте та Філаретом Барбу.

### Смерть
Померла у віці 90 років у Бухаресті 1 вересня 2016 року.

## Нагороди
- 1955 – Третя премія на конкурсі «Молоді солісти», організованому на честь V Всесвітнього фестивалю молоді та студентів у Варшаві.
- 1956 р. – Почесний диплом Республіканського фестивалю художніх шкіл і інститутів
- 1957 – Друга премія на конкурсі «Молоді солісти», організованому на честь 6-го Всесвітнього фестивалю молоді та студентів у Москві.
- 1959 – Перша премія на конкурсі «Молоді солісти», організованому на честь 7-го Всесвітнього фестивалю молоді та студентів у Відні.
- 2002 – Диплом-відзнака Національної асоціації фольклорних виконавців та ансамблів Румунії за видатні заслуги в мистецтві та культурі протягом усієї їх мистецької діяльності
- 2002 – Диплом-відзнака від Міністерства культури та релігій за винятковий внесок у популяризацію та розвиток румунського фольклору
- 2002 р. – Національна медаль «Вірна служба» ІІІ ступеня.
- 2006 р. – почесний громадянин комуни Драгомірешть.
- 2009 р. – почесний громадянин комуни Келінешть.